# Nghiên mực Tức Mặc Hầu

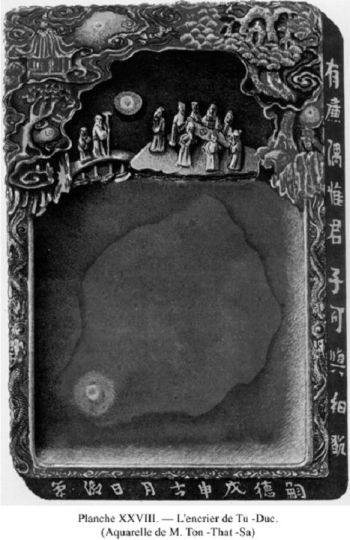
Tức Mặc Hầu

Tức Mặc Hầu là tên một nghiên mực của vua Tự Đức (1829-1833), Việt Nam.
Theo nhà sưu tầm cổ ngoạn Vương Hồng Sển thì Tự Đức là ông vua hay chữ, nên những gì thuộc văn phòng tứ bảo (bút, mực, nghiên, giấy), ông hết sức tâng tiu. Ông có một nghiên mực làm bằng đá Đoan Khê,ông ưng ý đến nỗi phong nghiên mực tước Tức Mặc Hầu.

## Giới thiệu nghiên mực
Vương Hồng Sển giới thiệu:
Đó chỉ là một nghiên mực làm bằng đá Đoan Khê...Nghiễm nhiên nhà vua đã nhân cách hóa một vật vô tri, một cục đá mài mực, vì nó biết dâng mực cho ông cấp kỳ, theo ý ông muốn.
Và nhờ bài ngự bút khắc trên nghiên, nên biết được Tức Mặc Hầu là vật "tiến cống" từ một đất nước xa xôi nào đó, trích: 
Đột nhiên, từ phía vừng đông đỏ thắm, giữa những áng mây bay tiến về hướng chúng ta, một sứ giả khoác áo vân cầm. Đó là niềm hân hoan của chúng ta khi được thưởng thức và nhận lãnh bảo vật ấy...
Ông Sển cho biết vì ảnh chụp nghiên mực đã mất nên chỉ có thể mô tả. Lược gọn như sau:
Một lần, Vương Hồng Sển ra Huế, được quản thủ Tàng cổ viện lúc ấy là Tôn Thất Đào đem khoe chiếc nghiên mực Tức Mặc Hầu.
Nghiên mực dài khoản 3 tấc, ngang 2 tấc và dày khoản 3 phân tây. Dưới đáy nghiên chạm nổi mạ vàng một bài văn ngự chế của vua Tự Đức ca ngợi đặc tính tuyệt vời của nó. Nghiên lại được đặt trong một chiếc hộp bằng đồi mồi Hà Tiên vàng rực, được chế tác cực kỳ tinh xảo. 
Trên nắp hộp và mặt dưới hộp cũng có thêm hai bài văn. Phía trên đầu của nghiên chạm nổi một cổ tùng gốc ngoằn ngoèo, bên cạnh một cổ đình bị che lấp bởi mây trời, cây lá sum sê. 
Ngay dưới chân núi, tùng và đình có cái bể nhỏ khoét sâu trên mặt nghiên, chính là nơi chứa nước dùng cho việc mài thỏi mực.
Giữa cái bể tí hon ấy nổi lên một cù lao đủ chỗ cho tám vị tiên (bát tiên) đang xúm nhau xem một bức tranh cổ, mà mỗi vị tiên này đều nắm 1 chéo nhỏ của bức tranh. 
Lại có một tiểu đồng theo một tiên ông khác chống gậy trường sinh bước qua chiếc cầu nhỏ nối liền cù lao có bát tiên với núi, tùng, đình cổ tạo thành một bức tranh chạm nổi rất mỹ thuật. 
Phía dưới bức tranh bọc một đường hồi văn "chân muỗi". Bức tranh và đường hồi văn bao quanh một khoảnh chạm khuyết phẳng lì.
Trên bề mặt phẳng lì đó có nhiều chỗ u lên và màu hơi nhạt. Sau nhiều năm nghiên cứu ông Vương Hồng Sển mới biết đó là những túi nước huyền bí (cù dục nhãn, nôm na là mắt chim cù dục) của nghiên, và ông đã khen ngơi:
Tôi định hoàn lại cho ông Đào, nhưng ông biết ý, nói nhỏ vào tay tôi: "Đâu, cụ thổi mạnh một hơi vào, coi nào".
Tôi vâng lời, nâng nghiên mực lên gần sát mặt, và thổi một hơi dài lên chỗ mài mực. Thổi rồi, tôi giựt mình, hết sức ngạc nhiên, vì dưới ánh sánh mặt trời rọi chỗ tôi đứng, tôi thấy hơi thở trên nghiên mực đã biến thành một lằn mống ngũ sắc, đang từ từ chạy lên chạy xuống mặt nghiên, rồi vụt biến mất...
Ông Đào cười, rồi bảo tôi lấy ngón tay quệt thử trên nghiên, quả đầu ngón tay tôi ướt đẫm những mực, không khác gì tôi đã nhúng vào mực do ai mài sẵn hồi nào không hay...
Trong thời buổi mà chưa chế tạo ra cây bút chì, cây viết bi "atomic" chưa sanh...người nào có dưới tay một nghiên mực có phép lạ như vầy, lại không lấy nó làm quý và tự mình hãnh diện lắm sao?....

## Nghiên mực mất tích
Tiếp theo, Vương Hồng Sển cho biết có một kẻ "khéo nịnh bợ, vì mưu cầu danh lợi" đã ôm báu vật vào Sài Gòn "tấn cống" cho ông Ngô Đình Diệm.
Và khi Dinh Gia Long bị quân đảo chánh tấn công (ngày 1 tháng 11 năm 1963), ông Diệm cùng em là Ngô Đình Nhu bỏ chạy rồi bị giết ngày hôm sau, nghiên mực Tức Mặc Hầu cũng mất tích luôn cho đến nay.
Hay tin mất nghiên mực, ông Vương Hồng sển viết:
Sau ngày đảo chánh, ai nấy lo mất nước mất nhà, tôi lại lo mất nghiên mực. Tôi hỏi khéo ông quản gia có phận sự gìn giữ đồ vật của dinh Gia Long, ông này trả lời ông chẳng bao giờ nghe thấy điện có nghiên mực nầy. Tôi chẳng bao giờ ngã lòng, day qua mượn ông nhạc gia của quản gia hỏi chắc chú rể, ông cũng đinh ninh một hai ông không biết...
Theo bài Nhắc lại chuyện nghiên mực Tức Mặc Hầu trên tạp chí Kiến thức ngày nay, thì sau khi bài viết của ông Vương Hồng Sển được công bố rộng rãi, đôi ba tác giả khác đã đồng đưa ra những chứng cứ phản bác lại:
- Ông Vĩnh Phúc trong cuốn Những huyền thoại và sự thật về chế độ Ngô Đình Diệm, đã ghi lại những xác nhận của Bác sĩ Trần Kim Tuyến (là người chỉ huy hệ thống an ninh của ông Diệm trong suốt giai đoạn 1956–1963) để bác bỏ những đồn đãi: Có những người như Quách Tòng Đức, Cao xuân Vỹ và nhất là Hoàng Bá Vinh đều quả quyết chẳng bao giờ nhìn thấy nghiên mực nào cả. Trong dinh lại có ba người thường ra vào thường xuyên phòng ông Diệm là bí thư Võ văn Hải, Đại úy Bằng hầu cận và ông già An, người bỏ già. Trừ ông Hải, hai người kia thường có dịp trò chuyện, kể cho ông Tuyến nghe. Nhưng tuyệt nhiên, không có ai nói về nghiên mực đó cả. Chính cụ Sển cũng đã dò hỏi ông Giá là người chịu trách nhiệm bảo quản các vật dụng trong Dinh, nhưng ông bảo không bao giờ trông thấy nghiên mực. (Nhà xuất bản Văn nghệ, trang 457).
- Ông Phạm Thắng Vũ đã viết thư hỏi ông Nguyễn Hữu Duệ, người mà hơn 40 năm trước đã làm việc gần bên Ngô Đình Diệm trong nhiều năm. Khi được hỏi, ông Duệ đã biên thư trả lời là: Chuyện của ông thắc mắc về bài viết của cụ Vương Hồng Sển về nghiên mực Tức Mặc Hầu tôi cũng có đọc, nhưng tôi thấy cụ Sển viết là cụ không thấy mà chỉ nghe nói; và cũng chưa ai thấy ông Diệm giữ nghiên mực này và theo ý tôi cụ Diệm ăn ngủ và làm việc trong 1 phòng ở dinh Gia Long mà chúng tôi ra vào nhiều lần, nhưng không một ai trông thấy. Về chữ Nho cụ Diệm rất giỏi nhưng tôi không thấy cụ dùng bút lông viết bao giờ. (Thư gửi ngày 18 tháng 03 năm 2004, viết từ thành phố San Diego, tiểu bang California - Hoa Kỳ)...

Cuối bài Nhắc lại chuyện nghiên mực Tức Mặc Hầu, tác giả nhắc lại giá trị nghiên mực:
Ngoài giá trị là một "món đồ cổ biết tự tươm mực"; vật dụng này còn một giá trị to tát hơn nhiều, mà theo tôi đây mới là giá trị vô giá và "có một không hai" của nghiên quý:
Đó là trong 36 năm trị vì của Tự Đức, mảng thơ văn do vua sáng tác và những dòng châu phê của nhà vua ở những bản tấu sớ trong suốt ngần ấy năm "dầu sôi lửa bỏng", tức là từ thời kỳ "thù trong giặc ngoài", rồi đến cảnh "nước mất nhà tan"... Ngòi bút của nhà vua chắc chắn ít nhiều đã lấm những giọt "lệ mực", từ nghiên mực "vô tri" này...